# Quercus polymorpha
Quercus polymorpha Steenis – gatunek rośliny z rodziny bukowatych (Fagaceae Dumort.). Występuje naturalnie w południowych Stanach Zjednoczonych (w Teksasie), Meksyku (w stanach Chiapas, Hidalgo, Nuevo León, Oaxaca, Tamaulipas, San Luis Potosí i Veracruz) oraz Gwatemali. 

## Morfologia
PokrójCzęściowo zimozielone drzewo dorastające do 20 m wysokości. Kora jest łuszcząca się i ma brązową lub szarą barwę.
LiścieBlaszka liściowa jest gruczołowato owłosiona i ma kształt od eliptycznego do owalnego lub owalnie lancetowatego. Mierzy 5–10 cm długości oraz 3–6 cm szerokości, jest całobrzega lub ząbkowana przy wierzchołku, zawinięta na brzegu, ma nasadę od sercowatej do zaokrąglonej i wierzchołek od zaokrąglonego do spiczastego. Ogonek liściowy jest nagi i ma 15–25 mm długości.
OwoceOrzechy zwane żołędziami o jajowato elipsoidalnym kształcie, dorastają do 14–20 mm długości i 8–13 mm średnicy. Osadzone są pojedynczo w miseczkach w półkulistych kształcie, które mierzą 10–13 mm długości i 12–20 mm średnicy. Orzechy otulone są w miseczkach do połowy ich długości.

## Biologia i ekologia
Rośnie w lasach. Występuje na wysokości do 2100 m n.p.m.